# Abraxas nigropalliata
Abraxas nigropalliata är en fjärilsart som beskrevs av Edward Alfred Cockayne 1951. Abraxas nigropalliata ingår i släktet Abraxas och familjen mätare. Inga underarter finns listade i Catalogue of Life.